# دوري الدرجة الثالثة الأردني لكرة القدم
هي أدنى بطولة في الأردن حيث يشارك فيها الفرق الأردنية من كافه المناطق و تقام البطولة بمشاركة عدد كبير من الأندية يتم تقسيمهم إلى مجموعات حسب التوزيع الجغرافي وحسب نظام البطولة يتأهل من دور المجموعات (32) فريقًا و تقام مباريات دور الـ 32 ودور الـ 16 بنظام خروج المغلوب من مباراة واحدة، على أن تلعب باقي الأدوار بنظام خروج المغلوب من مباراتين ذهابا و إيابا، على أن تصعد الفرق المتأهلة للدور قبل النهائي إلى مصاف أندية الدرجة الثانية  و إذا انتهت مباريات دور 32 و دور 16 و دور ربع النهائي بالتعادل سيتم اللجوء إلى ركلات الجزاء الترجيحية مباشرة لتحديد الفريق الفائز دون وقت أضافي.

## كيفيه المشاركة في هذه البطولة
يجب الحصول على الرخصة لأنها متطلب أساسي للمشاركة في بطولات ومسابقات الموسم الجديد، ولن يسمح لأي فريق بالمشاركة دون الحصول على الترخيص 

## كيفيه الحصول على الرخصة
1-شهادة تسجيل النادي (PDF)
2-كشف مختوم بأسماء أعضاء الهيئة الإدارية ومناصبهم (PDF)
3-كشف مختوم بأسماء أعضاء الهيئة العامة أو المساهمين للشركات (PDF)
4-شعار النادي بدقة عالية (PNG)
5-النظام الأساسي والداخلي للنادي (PDF)
6-الإيميل الرسمي المعتمد لتسجيله على نظام الترخيص
7-معلومات الاتصال الخاصة بمسؤول الترخيص في النادي 

## انظر ايضا
- الرياضة في الأردن
- جرش
- نادي بلعما الرياضي
- نادي مغير السرحان
- الدوري الأردني للمحترفين
- الدوري الأردني الدرجة الثانية
- دوري الدرجة الأولى الأردني لكرة القدم